# 二广高速永蓝段

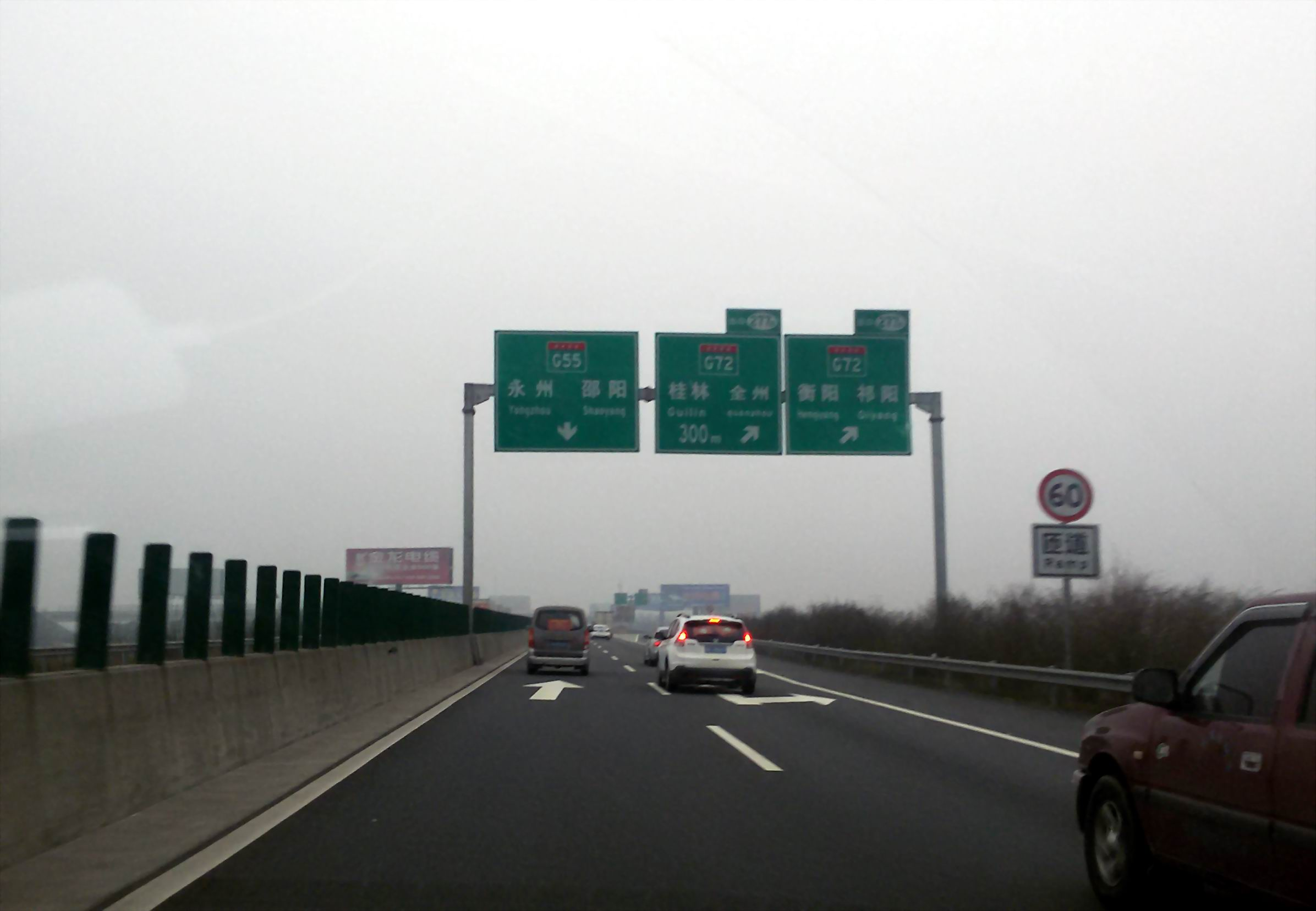
二广高速永蓝段277出口（湖南省永州市附近）

二广高速永蓝段，旧称“永蓝高速公路”，为中国国家高速公路网二广高速公路湖南省境内最南端的一段，也是湖南省“五纵七横”高速公路主骨架的重要组成部分。穿越海拔近2000米的南岭山脉，采用四车道高速公路标准建设，设计速度为100公里/小时，路基宽度26米，荷载等级为公路Ⅰ级，主线采用沥青混凝土路面。全线共设接履桥、阳明山、柏家坪、宁远北、宁远东、蓝山、长铺互通式立交7处；桥梁89座，其中特大桥1座，大桥44座，中桥44座，桥梁总长15740.82米；隧道17座，其中特长隧道3座（含九嶷山隧道湖南境3581.873米），长隧道2座，中隧道6座，短隧道6座；涵洞275道，通道239道，分离立交28处，天桥24座；服务区3处、停车区2处、隧道管理站3处、匝道收费站6处、主线收费站1处。全长145.146公里，概算总投资107.92亿元人民币，由广东省联泰集团有限公司独资建设。

## 建设历程
- 2006年1月，广东联泰集团及其旗下子公司在永州市依法注册成立了湖南永蓝高速公路有限公司。
- 2006年4月24日，湖南永蓝高速公路有限公司与湖南省交通运输厅在长沙市签订了永蓝高速公路项目的特许投资建设经营合同。
- 2006年12月，中华人民共和国国土资源部复函同意本项目建设用地预审意见。
- 2007年9月，国家发改委正式核准永蓝高速项目[1]。
- 2008年5月28日，永蓝高速公路正式开工建设[2]。
- 2012年12月23日，永蓝高速公路建成通车，营运收费年限为30年[3]。

## 走向
起点位于永州市零陵区东北的接履桥镇，与泉州至南宁高速公路相交，接邵阳至永州高速公路终点，沿  216省道走廊向南，经邮亭圩镇、茶林镇后，以特长隧道（4460米）穿越阳明山，然后经麻江镇、清水桥镇、柏家坪镇、礼仕湾、宁远县城东的禾亭镇、上宜圩、祠堂圩镇、总市，从蓝山县城西通过，在岭脚村跨舜水河后以特长隧道（3130米）穿越观音岭、经长铺村，以特长隧道（6350米）穿越九嶷山，止于蓝山县南风坳（湘粤界），接广东省连州（湘粤界）至怀集高速公路。

## 控制性工程

### 阳明山隧道
位于永州市双牌县境内，左洞长4509米，右洞长4420米，于2012年6月双线贯通。

### 九嶷山隧道
起点位于湖南省永州市蓝山县所城镇半山村，终点位于广东省清远市连州市三水瑶族乡牛洞村，左线全长6395.1米，右线全长6400.1米，线间距9米～20米，由中铁十二局三公司承建，于2010年11月开工建设，2013年5月12日右线贯通，2014年12月31日通车运营。

## 沿线设施列表
| 地区                                                                                         | 里程 | 类型                              | 名称           | 连接              | 说明   |
| -------------------------------------------------------------------------------------------- | ---- | --------------------------------- | -------------- | ----------------- | ------ |
| 永州市 零陵区                                                                                |      | 枢纽                              | 接履桥枢纽     | 邵永高速 衡枣高速 |        |
| 永州市 零陵区                                                                                |      | 停车场 · 飲料小吃                 | 零陵停车区     | 零陵停车区        |        |
| 永州市 零陵区                                                                                |      | 隧道                              | 白泥坳隧道     | 白泥坳隧道        |        |
| 县界                                                                                         |      | 隧道                              | 排沙坪隧道     | 排沙坪隧道        |        |
| 永州市 双牌县                                                                                |      | 隧道                              | 茶林隧道       | 茶林隧道          |        |
| 永州市 双牌县                                                                                |      | 隧道                              | 西山岭隧道     | 西山岭隧道        |        |
| 永州市 双牌县                                                                                |      | 停车场 · 加油设施 · 修车站 · 餐厅 | 阳明山服务区   | 阳明山服务区      |        |
| 永州市 双牌县                                                                                |      | 隧道                              | 靛口隧道       | 靛口隧道          |        |
| 永州市 双牌县                                                                                |      | 出入口                            | 阳明山         | 230省道           |        |
| 永州市 双牌县                                                                                |      | 隧道                              | 桐子坳隧道     | 桐子坳隧道        |        |
| 永州市 双牌县                                                                                |      | 隧道                              | 阳明山隧道     | 阳明山隧道        |        |
| 永州市 双牌县                                                                                |      | 隧道                              | 麻江隧道       | 麻江隧道          |        |
| 永州市 双牌县                                                                                |      | 隧道                              | 响鼓岭一号隧道 | 响鼓岭一号隧道    |        |
| 县界                                                                                         |      | 隧道                              | 响鼓岭二号隧道 | 响鼓岭二号隧道    |        |
| 永州市 宁远县                                                                                |      | 隧道                              | 石梯岭隧道     | 石梯岭隧道        |        |
| 永州市 宁远县                                                                                |      | 枢纽                              | 清水桥         | 桂新高速          |        |
| 永州市 宁远县                                                                                |      | 出入口                            | 平田           | 215省道 230省道   |        |
| 永州市 宁远县                                                                                |      | 停车场 · 飲料小吃                 | 宁远北停车区   | 宁远北停车区      |        |
| 永州市 宁远县                                                                                |      | 出入口                            | 宁远           | 345省道           |        |
| 永州市 宁远县                                                                                |      | 停车场 · 加油设施 · 修车站 · 餐厅 | 九嶷山服务区   | 九嶷山服务区      |        |
| 永州市 宁远县                                                                                |      | 出入口                            | 宁远东         | 357国道           |        |
| 永州市 蓝山县                                                                                |      | 枢纽                              | 祠堂圩枢纽     | 厦蓉高速          |        |
| 永州市 蓝山县                                                                                |      | 停车场 · 加油设施 · 修车站 · 餐厅 | 蓝山服务区     | 蓝山服务区        |        |
| 永州市 蓝山县                                                                                |      | 出入口                            | 蓝山           | 537国道 东方大道  |        |
| 永州市 蓝山县                                                                                |      | 隧道                              | 观音岭隧道     | 观音岭隧道        |        |
| 永州市 蓝山县                                                                                |      | 隧道                              | 猫仔冲隧道     | 猫仔冲隧道        |        |
| 永州市 蓝山县                                                                                |      | 出入口                            | 长铺           | 537国道 湘九公路  |        |
| 永州市 蓝山县                                                                                |      | 隧道                              | 高家坪隧道     | 高家坪隧道        |        |
| 永州市 蓝山县                                                                                |      | 主线收费站                        | 南风坳收费站   | 南风坳收费站      | 已撤销 |
| 永州市 蓝山县                                                                                |      | 隧道                              | 新铺子隧道     | 新铺子隧道        |        |
| 永州市 蓝山县                                                                                |      | 隧道                              | 小牛塘隧道     | 小牛塘隧道        |        |
| 湘粤界                                                                                       |      | 隧道                              | 九嶷山隧道     | 连怀高速          |        |
| 1.000 英里 = 1.609 千米；1.000 千米 = 0.621 英里 并行路段 • 已关闭／取消 • 限制进入 • 未开放 |      |                                   |                |                   |        |